# Zacharias Kunuk
Zacharias Kunuk (Kapuivik, 27 de noviembre de 1957) es un productor y director canadiense inuk conocido por su película Atanarjuat: The Fast Runner, el primer largometraje dramático canadiense producido enteramente en el idioma inuktitut.  Es presidente y cofundador, junto con Paul Qulitalik, Paul Apak Angilirq y Norman Cohn (un ex neoyorquino y el único miembro del equipo no inuit), de Igloolik Isuma Productions, la primera productora inuit independiente de Canadá.  Atanarjuat: The Fast Runner (2001), el primer largometraje totalmente en inuktitut, fue nombrada la mejor película canadiense de todos los tiempos según la encuesta del Festival Internacional de Cine de Toronto de 2015.

## Primeros años
Zacharias Kunuk nació en Kapuivik en la isla de Baffin (Qikiqtaaluk en inuit) en Canadá (Hoy territorio de Nunavut) . En 1966 asistió a la escuela en Igloolik. Allí tallaba y vendía esculturas de esteatita para poder pagar las entradas al cine. A medida que mejoró su habilidad, pudo comprar cámaras y fotografiar escenas de caza inuit. Cuando oyó hablar de las cámaras de vídeo en 1981, compró una cámara y el equipo básico para poder aprender por sí mismo a crear sus propias películas. 

## Carrera
Su segunda película, The Journals of Knud Rasmussen, es una coproducción con Dinamarca en la que es coguionista y codirector junto a Norman Cohn. Se estrenó el 7 de septiembre de 2006, como película de apertura del Festival Internacional de Cine de Toronto.
En 2002, Kunuk fue nombrado Oficial de la Orden de Canadá. 
Kunuk es cofundador de Inuit Knowledge and Climate Change Project, junto con Ian Mauro de la Escuela de Estudios Ambientales de la Universidad de Victoria. El objetivo del proyecto es recopilar información de los ancianos inuit para una película sobre la perspectiva inuit sobre el impacto del cambio climático en la cultura y el medio ambiente inuit. El proyecto presentó un vídeo a las Naciones Unidas para la Conferencia COP15 de Copenhague sobre Cambio Climático de 2009, que se presentó en la Galería Nacional de Dinamarca. 
En abril de 2011, Kunuk está desarrollando un proyecto con el cineasta cree Neil Diamond sobre el conflicto del siglo XVIII entre los pueblos Cree e Inuit, que duró casi un siglo. 
En marzo de 2019, Kunuk fue nombrado miembro de la Orden de Nunavut, el único miembro de la promoción de 2018 de la Orden. 

## Filmografía
Largometrajes y televisión:
- Nunavut: Our Land (1995) - director y escritor de series de televisión
- Atanarjuat: The Fast Runner (2001) — director, productor, escritor y editor
- Kunuk Family Reunion (2004) - director y productor de documental de televisión
- Weird Sex and Snowshoes: A Trek Through Canadian Cinematic Psyche (2004) - apareció en documental de televisión
- The Journals of Knud Rasmussen (2006): director, productor y director de arte
- Before Tomorrow  (Le Jour avant le lendemain) (2008) - productor ejecutivo
- Tungijuq (2009) - productor ejecutivo
- Home (2011) - director y escritor
- Sirmilik (2011) - director de documental
- Searchers (2016)
- Edge of the Knife (2018) - proor ejecutivo [8]
- Kivitoo: What They Thought of Us (2018)
- One Day in the Life of Noah Piugattuk  (2019)
- Angakusajaujuq: The Shaman's Apprentice (2021)

## Academia de Artes y Ciencias Cinematográficas
En julio de 2017, la Academia de Artes y Ciencias Cinematográficas (AMPAS, también conocida simplemente como la Academia) invitó a Kunuk a convertirse en miembro. La Academia, que cuenta con casi 7.000 profesionales del cine como miembros,  es conocida internacionalmente por sus premios anuales de la Academia, los Oscar. En 2017 invitaron a unirse a 774 nuevos miembros. 

## Libros
- Angakusajaujuq: The Shaman's Apprentice (2021) [11]